# Holešov (nádraží)
Holešov je železniční stanice v západní části města Holešov v okrese Kroměříž ve Zlínském kraji nedaleko řeky Rusavy. Leží na neelektrizované jednokolejné trati Kojetín – Valašské Meziříčí. Před stanicí je umístěno městské autobusové nádraží.

## Historie
Dne 22. září 1882 zprovozňuje Kroměřížská dráha trať z Hulína, stanice na trati společnosti Severní dráhy císaře Ferdinanda (KFNB) Břeclav-Přerov, do Holešova, nádraží zde vzniklo dle typizovaného stavebního vzoru. V listopadu téhož roku byla železnice prodloužena do Bystřice pod Hostýnem.
KFNB trať později odkoupila a roku 1888 propojila Bystřici s nádražím v Krásně nad Bečvou (dnešní součást Valašského Meziříčí), kde navázala na již dostavěný úsek do Ostravy. Po zestátnění KFNB v roce 1908 pak obsluhovala stanici jedna společnost, Císařsko-královské státní dráhy (kkStB), po roce 1918 pak správu přebraly Československé státní dráhy.
V letech 2021-2022 proběhla komplexní přestavba stanice, která zahrnovala opravu kolejí a nástupišť, část manipulačních kolejí byla v rámci rekonstrukce vytrhána.

## Popis

### Do roku 2021
Před rekonstrukcí v letech 2021-2022 byla u nádražní budovy průběžná manipulační kolej č. 4, následovaly tři dopravní koleje (v pořadí od budovy č. 2, 1 a 3) a průběžná manipulační kolej č. 5. Ve stanici byly ještě další manipulační koleje, z některých odbočovaly vlečky.
Stanice byla vybavena staničním zabezpečovacím zařízením TEST B s ústředním stavědlem. Volnost kolejí byla zjišťována počítači náprav. Ve stanici byla světelná návěstidla, přičemž ta odjezdová byla skupinová s indikátorem koleje, ze které je postavena vlaková cesta.
Jízdy vlaků v úseku z Holešova do Bystřice pod Hostýnem byla zajišťovány telefonickým dorozumíváním, do Třebětic pak automatickým hradlem AH-82A bez návěstního bodu.
Ve stanici byla dvě vnitřní úrovňová jednostranná nástupiště: o délce 210 m u koleje č. 2 a o délce 196 m u koleje č. 1. Příchod na nástupiště byl úrovňovými přechody přes koleje č. 4, resp. č. 2.

### Od roku 2022
Ve stanici bylo aktivováno elektronické stavědlo ESA 44, které ovládá místně výpravčí pomocí rozhraní jednotné obslužné pracoviště. Odjezdová světelná návěstidla jsou nově u všech kolejí.
Jízdy vlaků v úseku z Holešova do Třebětic jsou nadále zabezpečeny automatickým hradlem AH-82A bez návěstního bodu. Automatické hradlo AH-82A bylo aktivováno nově i v úseku Holešov – Bystřice pod Hostýnem, v tomto úseku je rozděleno na dva prostorové oddíly automatickým hradlem Jankovice.
Během přestavby byla před budovou odstraněna manipulační kolej č. 4, byla změněna na kusou zapojenou do třebětického zhlaví. Dopravní koleje mají následující délky: č. 2 229 m (původně 289 m), č. 1 239 m (262 m) a č. 3 172 m (198 m), ve srovnání s původním stavem tedy došlo o většiny kolejí k jejímu zkrácení. U 2. a 1. koleje byla vybudována nová jednostranná nástupiště o délce 135 metrů. Nástupiště č. 1 u koleje č. 2 je vnější, nástupiště č. 2 u koleje č. 1 je vnitřní, přístup od budovy je po přechodu zabezpečeném výstražným zařízením pro přechod kolejí bez závor. Původní nástupiště měla nástupní hranu ve výšce 200 mm nad temenem kolejnice, nová nástupiště pak ve výšce 550 mm.
Na třebětickém zhlaví je do kolejiště napojena vlečka TON Holešov.

## Částečná demolice budovy
Na přelomu dubna a května 2021 představila Správa železnic záměr v rámci modernizace nádraží zdemolovat 1. patro staniční budovy, která přitom v roce 2010 prošla nákladnou rekonstrukcí. Práce měly být zahájeny již v červnu téhož roku. Proti záměru se zvedla vlna nevole a byla sepsána petice, kterou během pár dní podepsaly stovky lidí. Přibližně po týdnu bylo oznámeno, že se do budovy nijak zasahovat nebude a proběhne pouze přestavba kolejiště a nástupišť.